# Longipalpus cordatus
Longipalpus cordatus är en skalbaggsart som först beskrevs av Dillon 1952.  Longipalpus cordatus ingår i släktet Longipalpus och familjen långhorningar.
Artens utbredningsområde är Fiji. Inga underarter finns listade i Catalogue of Life.